# David Rose
David Rose (Londra, 15 giugno 1910 – Burbank, 23 agosto 1990) è stato un compositore, arrangiatore e direttore d'orchestra statunitense.
Le sue composizioni più note sono The Stripper, Holiday for Strings e Calypso Melody. Ha anche composto musiche per film e serie televisive, tra cui Bonanza, La casa nella prateria e Autostop per il cielo. Per alcune delle musiche di quest'ultime ha vinto diversi premi.

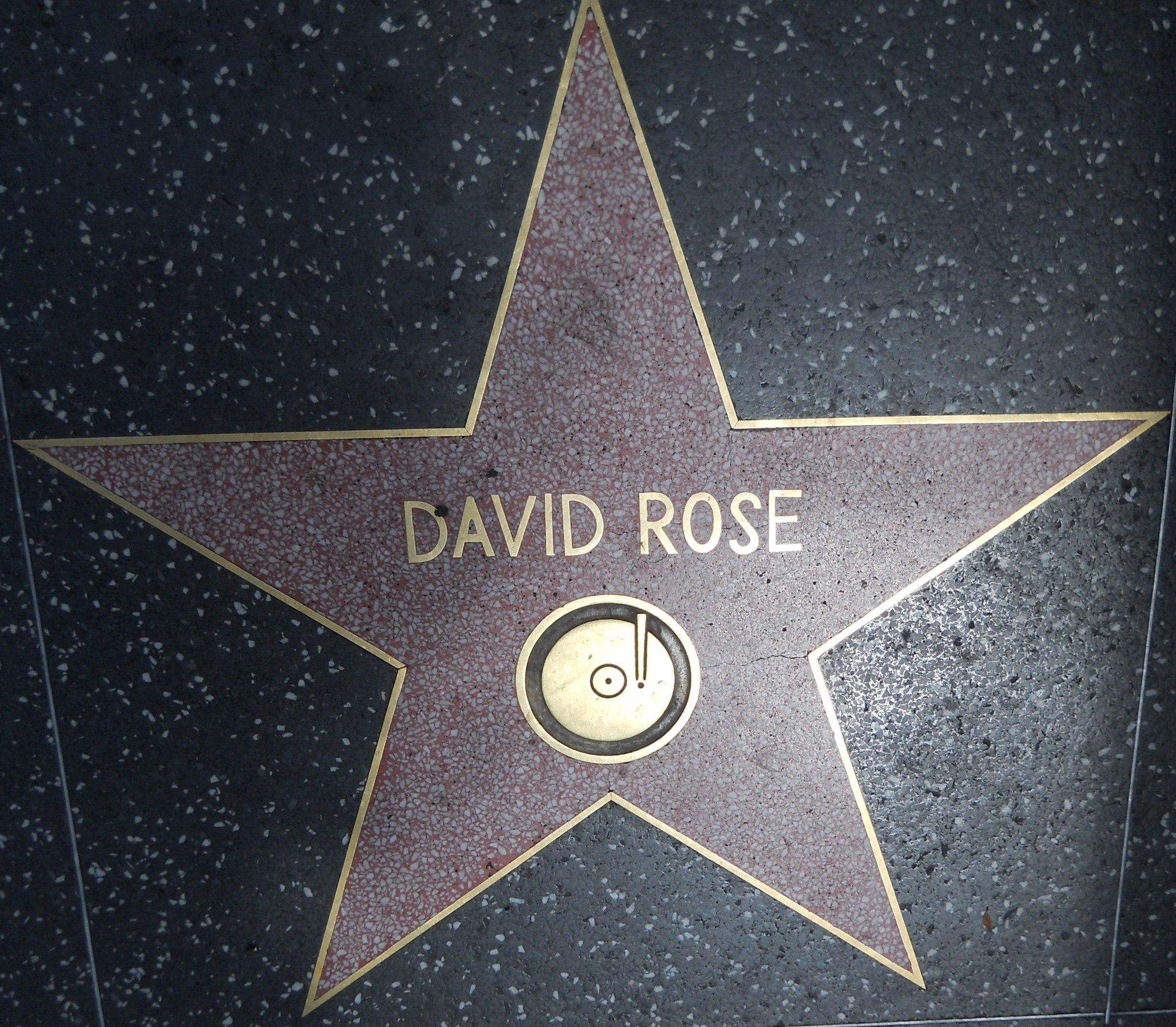
Stella di David Rose a Hollywood Walk of Fame

## Filmografia parziale

### Cinema
- Vittoria alata (Winged Victory), regia di George Cukor (1944)
- Il pirata e la principessa (The Princess and the Pirate), regia di David Butler (1944)
- Delitto in prima pagina (The Underworld Story), regia di Cy Endfield (1950)
- Avvocato di me stesso (Young Man with Ideas), regia di Mitchell Leisen (1952)
- Lo sprecone (Just this once), regia di Don Weis (1952)
- Il pagliaccio (The Clown), regia di Robert Z. Leonard (1953)
- Bright Road, regia di Gerald Mayer (1953)
- I professori non mangiano bistecche (Confidentially Connie), regia di Edward Buzzell (1953)
- Public Pigeon No. 1, regia di Norman Z. McLeod (1957)
- Operazione sottoveste (Operation Petticoat), regia di Blake Edwards (1959)
- Non mangiate le margherite (Please Don't Eat the Daisies), regia di Charles Walters (1960)
- Asfalto selvaggio (This Rebel Breed), regia di Richard L. Bare e William Rowland (1960)
- Quick Before It Melts, regia di Delbert Mann (1964)
- Mai troppo tardi (Never Too Late), regia di Bud Yorkin (1965)
- Hombre, regia di Martin Ritt (1967)
- The Birdmen, regia di Philip Leacock (1971)
- Sam's Son, regia di Michael Landon (1984)

### Televisione
- The Red Skelton Show – serie TV (1951-1971)
- La pattuglia della strada (Highway Patrol) – serie TV, 39 episodi (1955-1956)
- Mr. Adams and Eve – serie TV, 66 episodi (1957-1958)
- Avventure in fondo al mare (Sea Hunt) – serie TV (1958-1961)
- Men Into Space – serie TV, 37 episodi (1959-1960)
- Bonanza – serie TV (1959-1973)
- Due avvocati nel West (Dundee and the Culhane) – serie TV, 5 episodi (1967)
- Ai confini dell'Arizona (The High Chaparral) – serie TV, 1 episodio (1967)
- Bracken's World – serie TV, 10 episodi (1969-1970)
- La casa nella prateria (Little House on the Prairie) – serie TV (1974-1983)
- I ragazzi di padre Murphy (Father Murphy) – serie TV, 34 episodi (1981-1983)
- Autostop per il cielo (Highway to Heaven) – serie TV (1984-1989)

## Discografia
- Like Blue con André Previn (1960)

### Singoli
- Poinciana (Song of the Tree) (1944)
- Holiday for Strings (1944)
- Calypso Melody (1957)
- Swinging Shepherd Blues (1958)
- The Stripper (1962)